# Hockey Bassano
Actualités
Le Hockey Bassano ou Hockey Bassano 1954 est un club de rink hockey fondé en 1954 et situé à Bassano del Grappa dans la province de Vicence en Vénétie, dans l'Italie nord-orientale. Il évolue dans le Championnat d'Italie masculin de rink hockey.

## Palmarès
| Compétitions nationales | Compétitions internationales                                                               |
| - Championnat d'Italie (2) - Champion : 2004 et 2009 - Coupe d'Italie (2) - Vainqueur : 1981 et 2004 - Supercoupe d'Italie (2) - Vainqueur : 2007 et 2009 | - Mondial des clubs de rink hockey (1) - Vainqueur : 2006 - WSE Cup (1) - Vainqueur : 2012 |